# ما نویز را می آوریم
ما نویز را می‌آوریم!(به انگلیسی: We Bring the Noise!) هشتمین آلبوم استودیویی گروه رقص سخت آلمانی اسکوتر است که در ۱۱ ژوئن ۲۰۰۱ توسط شفیلد تونز در آلمان منتشر شد. دو تک آهنگ از این آلبوم منتشر شد: من به تو روی زمین نیاز دارم (به انگلیسی: Posse (I Need You on the Floor))در ۲۱ مه ۲۰۰۱، و یک ریمیکس از "I Shot the DJ" با عنوان "Aiii Shot the DJ" در ۱۳ اوت ۲۰۰۱. این آخرین آهنگ است. آلبوم استودیویی با حضور اکسل کون، که در سال ۲۰۰۲ گروه را ترک کرد و به دنبال یک حرفه انفرادی در دی جی بود.

## فهرست آهنگ
همهٔ ترانه‌ها توسط اچ.پی. بکستر،  The Chicks Checker, ریک جی. جردن, اکسل کون. ینس تله نوشته شده‌است.
| شماره | نام                           | مدت  |
| ----- | ----------------------------- | ---- |
| ۱.    | «Habibi Halua»                | ۱:۰۸ |
| ۲.    | «من به تو روی زمین نیاز دارم» | ۳:۵۰ |
| ۳.    | «Acid Bomb»                   | ۵:۳۲ |
| ۴.    | «ما نویز را می‌آوریم!»         | ۳:۴۴ |
| ۵.    | «خوشحالی؟»                    | ۵:۱۹ |
| ۶.    | «پس چی می خوای»               | ۴:۰۶ |
| ۷.    | «خانه را بسوزانید»            | ۴:۳۴ |
| ۸.    | «نجواهای چینی»                | ۶:۲۳ |
| ۹.    | «Aiii Shot the DJ»            | ۳:۳۹ |
| ۱۰.   | «ماورایی»                     | ۶:۰۱ |
| ۱۱.   | «درمان»                       | ۳:۳۷ |
| ۱۲.   | «درامز شیطان»                 | ۵:۲۴ |

## چارت‌های موسیقی
| Chart (2001)                          | Peak position |
| ------------------------------------- | ------------- |
| آلبوم‌های اتریشی (آلبوم‌های او۳)        | 32            |
| آلبوم‌های فنلاندی (جدول رسمی فنلاند)   | 8             |
| آلبوم‌های آلمانی (۱۰۰ آلبوم برتر رسمی) | 15            |
| آلبوم‌های مجارستانی (ماهاز)            | 3             |
| آلبوم‌های نروژی (وی‌جی-لیستا)           | 12            |
| آلبوم‌های سوئدی (برترین‌های سوئد)       | 17            |
| آلبوم‌های سوئیسی (جدول موسیقی سوئیس)   | 74            |